# Caralluma furta
Caralluma furta là một loài thực vật có hoa trong họ La bố ma. Loài này được Bally mô tả khoa học đầu tiên năm 1963.